# Třída Jü-šan
Třída Jü-šan je třída výsadkových dokových lodí námořnictva Čínské republiky. Plánována je stavba až čtyř jednotek této třídy. Mezi hlavní úkoly třídy patří provádění obojživelných operací, podpora ostrůvků ležících v blízkosti čínské pevniny, zapojení do humanitárních misí a pomoci při živelních pohromách. Prototypová jednotka je ve službě od roku 2023.

## Stavba
Celkem je plánována stavba dvou jednotek této třídy. Prototypové plavidlo Jü-šan bylo objednáno v dubnu 2018 u domácí loděnice CSBC Corporation, Taiwan v Kao-siung. První řezání oceli proběhlo na počátku roku 2019. Jeho kýl byl založen 9. června 2020. Plavidlo bylo na vodu spuštěno 13. dubna 2021. Doručena byla 30. září 2022. Ceremoniálu se účastnila prezidentka Cchaj Jing-wen.
Jednotky třídy Jü-šan:
| Jméno             | Zahájení stavby | Spuštěna       | Vstup do služby | Status  |
| ----------------- | --------------- | -------------- | --------------- | ------- |
| Jü-šan (LPD-1401) | 9. června 2020  | 13. dubna 2021 | 19. června 2023 | aktivní |

## Konstrukce

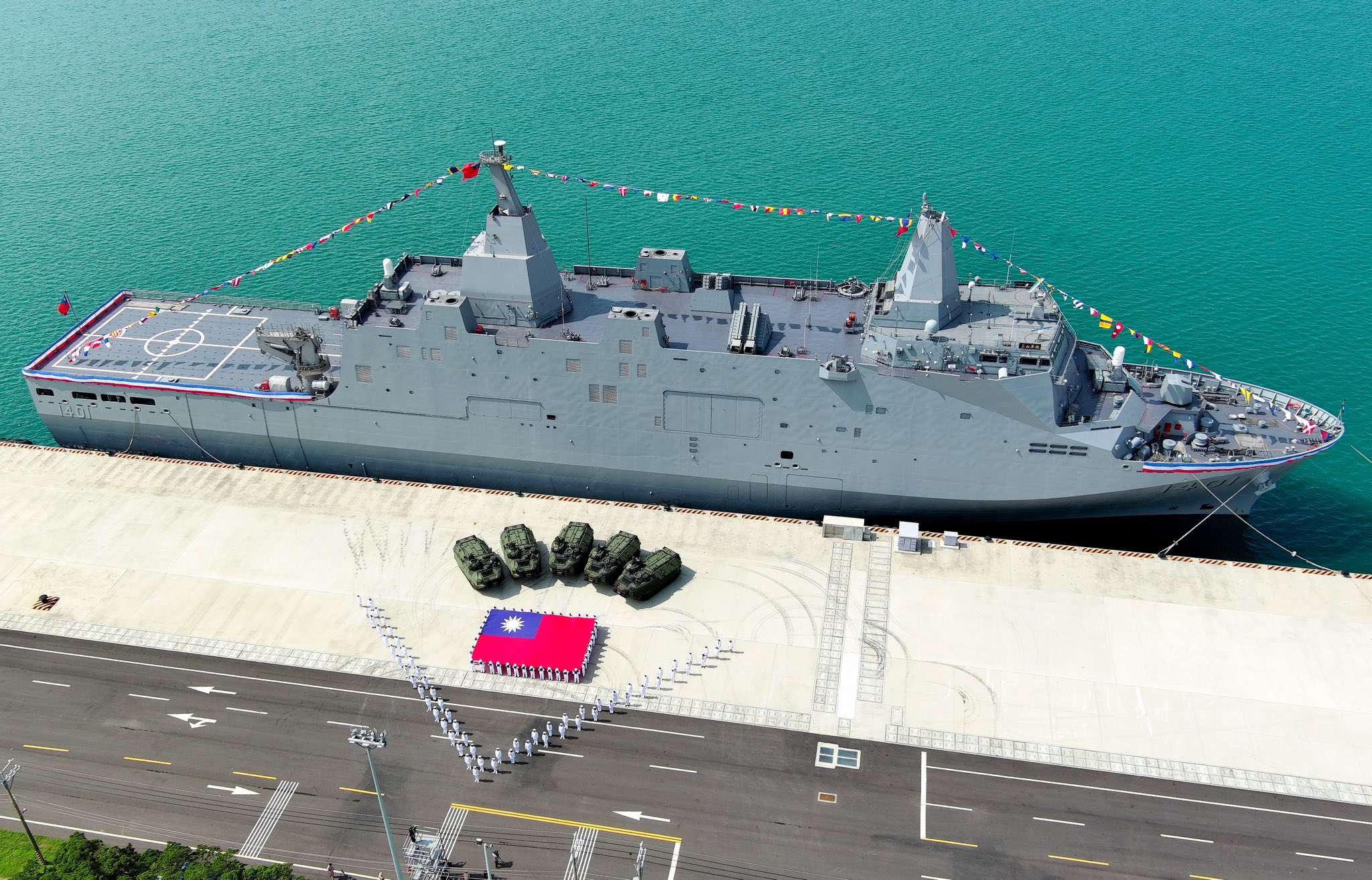
Jü-šan (LPD-1401)

Plavidlo může přepravovat až 673 vojáků, vozidla a další vybavení. K jejich přepravě mohou sloužit výsadková vozidla AAV-7, vyloďovací čluny LCU a vrtulníky. Je vybaveno palubní nemocnicí. Výzbroj tvoří jeden 76mm kanón MK-75 (licenční výrobek 76mm kanónu OTO Melara Super Rapid) ve věži na přídi, dva 20mm kanóny T-75 a dva kanónové komplety bodové obrany Phalanx CIWS. Doplňuje je čtyři osmičkové vypouštěcí kontejnery protiletadlových řízených střel TC-2N. Na zádi se nachází přistávací plocha a hangár pro dva vrtulník S-70C(M) Thunderhawk. Pohonný systém je koncepce CODAD se čtyřmi diesely MTU 20V 8000 o celkovém výkonu 40 000 kW, pohánějící dva lodní šrouby. Nejvyšší rychlost dosahuje 22,1 uzlů. Dosah je 12 500 námořních mil při 13 uzlech.